# Grand Prix Formule 1 van Mexico
De Grand Prix van Mexico was een race uit het Formule 1-kampioenschap die van 1962 tot en met 1970, van 1986 tot en met 1992 en van 2015 tot en met 2019 werd verreden op het Autódromo Hermanos Rodríguez. 
In 1962 werd er voor het eerst gereden als Grand Prix, maar dat jaar telde de race nog niet mee voor het kampioenschap. De Grand Prix werd in 1963 voor de eerste keer voor het kampioenschap gehouden en bleef op de kalender tot de race in 1970 een voorlopig laatste keer gehouden werd. De Formule 1 keerde in 1986 terug naar Mexico. In 1992 werd de Grand Prix voor de laatste keer georganiseerd maar keerde weer terug op de kalender in 2015. 
Max Verstappen heeft vijf keer gewonnen op het circuit: tweemaal de GP van Mexico en driemaal de GP van Mexico-Stad.
Tijdens de race van 1965 behaalde Richie Ginther de eerste overwinning voor Honda in de Formule 1. Gerhard Berger behaalde in 1986 zijn eerste overwinning tijdens de grand prix, het was ook de eerste overwinning voor Benetton.
De Grand Prix van Mexico zou in 2014 terugkeren op de Formule 1-kalender, opnieuw op het Autódromo Hermanos Rodríguez, maar de race stond uiteindelijk niet op de definitieve kalender. In 2015 is de grand prix weer verreden. Tevens is het circuit aangepast naar de huidige standaard.

## Verandering van naam
Vanaf het seizoen 2020 (hoewel niet gereden in dat jaar) werd de organisatie van de Grand Prix overgenomen door een andere organisator in samenwerking met de gemeente Mexico-Stad en kwam de Grand Prix Formule 1 van Mexico-Stad op de kalender in de plaats. Er wordt op hetzelfde circuit gereden.

## Winnaars van de Grands Prix
- Een roze achtergrond geeft aan dat deze race een niet-kampioenschapsronde in de Formule 1 was vanaf 1950.

| Jaar        | Coureur                   | Team                      | Circuit                      | Verslag                   |
| ----------- | ------------------------- | ------------------------- | ---------------------------- | ------------------------- |
| 2019        | Lewis Hamilton            | Mercedes                  | Autódromo Hermanos Rodríguez | Verslag                   |
| 2018        | Max Verstappen            | Red Bull-TAG Heuer        | Autódromo Hermanos Rodríguez | Verslag                   |
| 2017        | Max Verstappen            | Red Bull-TAG Heuer        | Autódromo Hermanos Rodríguez | Verslag                   |
| 2016        | Lewis Hamilton            | Mercedes                  | Autódromo Hermanos Rodríguez | Verslag                   |
| 2015        | Nico Rosberg              | Mercedes                  | Autódromo Hermanos Rodríguez | Verslag                   |
| 2014 - 1993 | Grand Prix niet verreden. | Grand Prix niet verreden. | Grand Prix niet verreden.    | Grand Prix niet verreden. |
| 1992        | Nigel Mansell             | Williams-Renault          | Autódromo Hermanos Rodríguez | Verslag                   |
| 1991        | Riccardo Patrese          | Williams-Renault          | Autódromo Hermanos Rodríguez | Verslag                   |
| 1990        | Alain Prost               | Ferrari                   | Autódromo Hermanos Rodríguez | Verslag                   |
| 1989        | Ayrton Senna              | McLaren-Honda             | Autódromo Hermanos Rodríguez | Verslag                   |
| 1988        | Alain Prost               | McLaren-Honda             | Autódromo Hermanos Rodríguez | Verslag                   |
| 1987        | Nigel Mansell             | Williams-Honda            | Autódromo Hermanos Rodríguez | Verslag                   |
| 1986        | Gerhard Berger            | Benetton-BMW              | Autódromo Hermanos Rodríguez | Verslag                   |
| 1985 - 1971 | Grand Prix niet verreden. | Grand Prix niet verreden. | Grand Prix niet verreden.    | Grand Prix niet verreden. |
| 1970        | Jacky Ickx                | Ferrari                   | Autódromo Hermanos Rodríguez | Verslag                   |
| 1969        | Denny Hulme               | McLaren-Ford              | Autódromo Hermanos Rodríguez | Verslag                   |
| 1968        | Graham Hill               | Lotus-Ford                | Autódromo Hermanos Rodríguez | Verslag                   |
| 1967        | Jim Clark                 | Lotus-Ford                | Autódromo Hermanos Rodríguez | Verslag                   |
| 1966        | John Surtees              | Cooper-Maserati           | Autódromo Hermanos Rodríguez | Verslag                   |
| 1965        | Richie Ginther            | Honda                     | Autódromo Hermanos Rodríguez | Verslag                   |
| 1964        | Dan Gurney                | Brabham-Climax            | Autódromo Hermanos Rodríguez | Verslag                   |
| 1963        | Jim Clark                 | Lotus-Climax              | Autódromo Hermanos Rodríguez | Verslag                   |
| 1962        | Trevor Taylor Jim Clark   | Lotus-Climax              | Autódromo Hermanos Rodríguez | Verslag                   |

1962 · 1963 · 1964 · 1965 · 1966 · 1967 · 1968 · 1969 · 1970 · 1986 · 1987 · 1988 · 1989 · 1990 · 1991 · 1992 · 2015 · 2016 · 2017 · 2018 · 2019